# Werner VIII von Alvensleben
Werner VIII von Alvensleben (Eichenbarleben, 7 febbraio 1802 – Potsdam, 30 giugno 1877) è stato un politico prussiano.

## Biografia
Apparteneva ad una famiglia aristocratica della Prussia detenente il titolo comitale, e i suoi fratelli erano Constantin von Alvensleben, celebre generale della Guerra franco-prussiana e l'ufficiale Gustav von Alvensleben.
Werner era il maggiore dei tra fratelli e a lui toccò il titolo ereditario di conte; come i suoi fratelli studiò all'Accademia Militare di Berlino e poi a Stettino, uscendone tenente del secondo Reggimento della Guardia.
Promosso capitano, venne mandato di stanza a Neuchâtel, in Svizzera, dove von Alvensleben divenne un'autorità politica del gruppo conservatore degli aristocratici prussiani del Vaud, sostenendo il riavvicinamento alla Prussia. Promosso poi maggiore e infine colonnello, divenne comandante del Reggimento dei Granatieri della Guardia, ma soprattutto nel 1848 venne eletto deputato al Parlamento di Prussia per i conservatori e fu uno dei principali partigiani dello stroncamento delle rivoluzioni, inviando, in quanto sindaco di Berlino, alcuni reggimenti speciali di granatieri in Slesia e in Baden per dare manforte ai repressori.
Venne poi mandato in missioni diplomatica in Spagna e Francia, distinguendosi nella scena politica europea; i suoi meriti militari lo resero comandante militare di Wittenberg e poi maggior generale, senza però che esercitasse mai questa funzione, preferendo la politica, schierandosi talvolta tra i conservatori, come l'ex compagno di studi Caspar Maximilian Droste zu Vischering-Padberg, talvolta con la spinta filo-juncker e innovatrice di Bismarck, contribuendo a dare una buona idea della scena politica tedesca.
Venne poi nominato presidente del Parlamento di Prussia su idea di Bismarck, ma da allora von Alvensleben produsse uno strano voltafaccia, appoggiando il liberale Eduard Georg von Bethusy-Huc.
Perso il favore del Cancelliere, il conte si ritirò a vita privata, contestando con il figlio Alkmar II von Alvensleben l'eredità che i cugini Udo Gebhard Ferdinand von Alvensleben e Oskar von Alvensleben reclamavano; il conte fece valere il testamento solo per il figlio, ma la prematura morte di Udo risolse il problema della successione, che toccò invece ai figli del fratello di Werner, Gustav.

## Onorificenze
- Pour le Mérite
- Ordine della Corona